# Zagnańsk
Zagnańsk è un comune rurale polacco del distretto di Kielce, nel voivodato della Santacroce.
Ricopre una superficie di 124,37 km² e nel 2006 contava 12 746 abitanti.